# الحملة الألمانية لعام 1813
شُنت الحملة الألمانية (بالألمانية: Befreiungskriege)‏ في عام 1813. خاضت الدول المشاركة في حرب التحالف السادس، بما في ذلك ولايات النمسا وبروسيا الألمانية، بالإضافة إلى روسيا والسويد، سلسلة من المعارك في ألمانيا ضد الإمبراطور الفرنسي نابليون الأول وضباطه، والتي أنهت هيمنة الإمبراطورية الفرنسية الأولى.
بعد الهزيمة المدمرة لجيش نابليون الكبير في الحملة الروسية لعام 1812، أعلن لودفش يورك فون فارتنبرغ -الجنرال المسؤول عن إمدادات الجيش الألماني الكبير (هيلفسكوربس)- وقفًا لإطلاق النار مع الروس في 30 ديسمبر 1812 عبر اتفاقية تاوروغين. كان هذا الأمر عاملًا حاسمًا في إطلاق الحملة الألمانية في العام التالي.
انتهت حملة الربيع بين أعضاء التحالف السادس والإمبراطورية الفرنسية الأولى بشكل غير حاسم بهدنة صيفية (هدنة بلاسفتز). عبر خطة تراخنبرغ، التي طُورت خلال فترة وقف إطلاق النار في صيف عام 1813، وافق وزراء بروسيا وروسيا والسويد على اتباع إستراتيجية موحدة واحدة ضد نابليون. في حملة الخريف التالية، انحازت النمسا في نهاية المطاف إلى التحالف، مما أحبط آمال نابليون في التوصل إلى اتفاق منفصل مع القوى الكبرى، النمسا وروسيا. امتلك شركاء التحالف الآن تفوقًا عديديًا واضحًا، جعل جيش نابليون يقاسي جراء ذلك، على الرغم من النكسات السابقة مثل معركة درسدن. بلغت إستراتيجية الحلفاء ذروتها في معركة لايبزيغ في أكتوبر 1813، والتي انتهت بهزيمة حاسمة لنابليون. خسر اتحاد الراين، وهو اتحاد من حكام ألمانيا الغربية المتحالفين مع فرنسا، بالفعل معارك ضد شركاء التحالف في بافاريا وساكسونيا وحُلَّ بعد الهزيمة في لايبزج. كسرت هذه الهزيمة سيطرة نابليون شرقي نهر الراين.
بعد التأخير الحاصل -لحين جرى الاتفاق على إستراتيجية جديدة بين قوى التحالف السادس- في أوائل عام 1814، غزا التحالف الشرقي فرنسا، تزامنًا مع حملة دوق ولنغتون عبر جنوب فرنسا. أُجبر نابليون على التنازل عن العرش واستعاد لويس الثامن عشر العرش الفرنسي. انتهت الحرب رسميًا بمعاهدة باريس في مايو 1814.

## سياق الأحداث
منذ عام 1806، كان الكتّاب والمفكرون أمثال يوهان فيليب بالم، ويوهان غوتليب فيشته، وإرنست موريتز أرندت، وفريدريش لودويغ يان، وثيودور كورنر ينتقدون الاحتلال النابليوني لألمانيا. دافعوا عن حدود أمراء السلالات في ألمانيا وعن الجهد المشترك من جميع الألمان لطرد الفرنسيين. منذ عام 1810، طلب أرندت ويان من شخصيات رفيعة المستوى في المجتمع البروسي مرارًا وتكرارًا التجهير لهذه الانتفاضة. نظم يان نفسه الاتحاد الألماني وقدم مساهمة كبيرة في تأسيس فيالق ليتزوف المطلقة. كان هؤلاء الكتّاب في طليعة المشاركين في اندلاع الأعمال العدائية في ألمانيا، سواء من خلال الخدمة في القوات المسلحة أو من خلال دعم قوات التحالف من خلال كتاباتهم.[بحاجة لمصدر]
حتى قبل الحملة الألمانية، كانت هناك انتفاضات ضد القوات الفرنسية المحتلة لألمانيا – وقد اندلعت هذه الانتفاضات منذ 1806 فصاعدًا في هسن واندلع تمرد تيرول في عام 1809. اشتدت هذه الانتفاضات في نفس العام بقيادة فيلهلم فون دورنبيرج، المحرض والقائد العام لثورة هسن، والرائد فرديناند فون شيل.[بحاجة لمصدر]

## مسار الأحداث
في 17 مارس 1813 -اليوم الذي وصل فيه ألسكندر الأول قيصر روسيا إلى هوفلاغر التي يحكمها فريدريش فيلهلم الثالث ملك بروسيا- أعلنت بروسيا الحرب على فرنسا. في 20 مارس 1813، نشرت «صحيفة زيليسيان المتميزة» خطاب فريدريش بعنوان «إلى شعبي»، الذي أُلقى في 17 مارس ودعا إلى قيام حرب تحرير. بالإضافة إلى الوحدات البروسية التي تشكلت حديثًا مثل لاندفير ولاندسترم، اشتعل القتال الأولي من قِبل متطوعين مثل القوات التطوعية الألمانية والياغر والفيالق المطلقة (مثل فيالق ليتزوف المطلقة) وجنود روسيا وجنود السويد (منذ صيف عام 1813 فصاعدًا) تحت حكم ولي العهد كارل الرابع عشر يوهان (كان يُدعى المارشال الفرنسي برنادوت في السابق) وجنود النمسا تحت حكم مارشال شفارتزنبرغ. لم يكن لبريطانيا العظمى أي دور مباشر في الحملة الألمانية، بسبب انشغالها بالفعل في الحفاظ على التفوق البحري والخوض في حرب الاستقلال الإسبانية، على الرغم أنها أرسلت إعانات لدعمها.

## حرب التحرير
أصبحت اتفاقية تاوروغين نقطة الانطلاق لتجديد بروسيا. مع انتشار أنباء تدمير الجيش الكبير، وظهور عدد لا حصر له من المتطرفين الذين أقنعوا الشعب البروسي بحقيقة الكارثة، انبثقت الروح التي ولدتها سنوات من الهيمنة الفرنسية. في الوقت الحالي، وُضع الملك ووزرائه في موضع قلق كبير لأنهم كانوا يعرفون موارد فرنسا والتفنن اللامحدود لعدوهم اللدود إلى حد بعيد يجعلهم يتخيلون أن نهاية معاناتهم كانت في الأفق. سيعرّض التنصل من أفعال ورغبات الجيش والجمعيات السرية للدفاع التي مُلئ شمال ألمانيا بها بالكامل وجود الملكية نفسه للخطر، في حين أن الهجوم على حطام الجيش الكبير يعني بالتأكيد انتقامًا من الجيوش الجديدة التي تتشكل بسرعة على نهر الراين.
لكن الروس والجنود كانوا مصممين على مواصلة الحملة، وعملوا بالتواطؤ على الضغط على الممثلين غير الراغبين للسلطة المدنية لتسهيل تقديم الإمداد والمعدات لهذه القوات التي كانت لا تزال في الميدان؛ لم يتمكنوا من رفض الطعام والمأوى المقدم لمواطنيهم الجوعى أو لحلفائهم المخلصين، وبالتالي، بدرجات مختلفة، وجدت الحاميات الفرنسية المنتشرة في أرجاء الدولة نفسها إما محاصرة أو اضطرت إلى الانسحاب لتجنت هذا المصير. وعلى هذا المنوال حدث أن نائب الملك في إيطاليا شعر أنه مضطر للحيد عن الأوامر الاحترازية الإيجابية لنابليون بالتمسك بأي ثمن بموقعه المتقدم في بوزنان، حيث قام نحو 14,000 رجل بالتجمع تدريجيًا حوله، وانسحبوا خطوة بخطوة نحو ماغديبورغ، حيث التقى بالتعزيزات وسيطر على مجرى نهر إلبه بأكمله.

## وصلات خارجية
- معركة لايبزيغ (باللغة الألمانية)
- الحملة الألمانية على بوابة بام (باللغة الألمانية)
- نسخة طبق الأصل كاملة لمذكرة من عام 1813 (باللغة الألمانية)
- معرض صور يوثق الحملة الألمانية (باللغة الألمانية)
- أدب على الإنترنت حول الحملة الألمانية (باللغة الألمانية)